# Kyle Kuric
Pour les articles homonymes, voir Kuric.
Kyle Matthew Kuric, né le 25 août 1989 à Evansville dans l'Indiana, est un joueur américano-slovaque de basket-ball.

## Biographie
En juillet 2018, Kuric rejoint le FC Barcelone.
En juillet 2020, Kuric signe un nouveau contrat avec le Barça courant jusqu'au terme de la saison 2022-2023.

## Palmarès
- Champion d'Espagne 2021 et 2023
- Vainqueur de la Coupe du Roi 2019, 2021 et 2022